# Aepyceros
Aepyceros — рід африканських антилоп, який містить один живий вид — імпалу. Це єдиний відомий представник триби Aepycerotini.
Відомо два вимерлих види, Aepyceros datoadeni і Aepyceros shungurae. Третій вид, Aepyceros premelampus, був перенесений в новий рід Afrotragus.